# نیو انگلیش (میکس‌تیپ)
نیو انگلیش آلبومی از دیزاینر هنرمند اهل ایالات متحده آمریکا است که در سال ۲۰۱۶ منتشر شده است..